# 오상훈 (1991년)
오상훈(1991년 ~ )은 럭스로보를 창업한 대한민국의 기업인, 로봇공학기술자이다.

## 생애
초등학교 5학년 때부터 로봇공학을 배우기 위해 수 시간 거리를 왕복하여 배움을 받았으며 고등학교 때는 국제 로봇경진대회인 월드로보페스트에서 2등을 했다. 전액 장학금 및 연구지원을 약속 받고 광운대 로봇학부에 진학하였다. 대학교 선배인 손승배와 2013년 럭스로보를 창업, 코딩 교육용 조립식 로봇 모듈인 모디(MODI)를 개발했다.